# Den stora skotska häxjakten 1649–1650
Den stora skotska häxjakten 1649–1650 var en serie häxprocesser som utspelade sig Skottland mellan 1649 och 1650.  Det var en av fem stora häxjakter som förekom i Skottland, och inträffade under en orolig tid i närheten av det engelska inbördeskriget. Den ägde främst rum i södra Skottland, vid gränsen till England, där också en svår häxjakt pågick vid samma tid. 